# Triumph TRX
Der Triumph TRX oder alternativ Silver Bullet wurde 1950 auf der Pariser Motor-Ausstellung und später auf der Earls Court Motor Show in London als New Triumph Roadster vorgestellt. Es sollte der Nachfolger des Typ 2000 Roadster des britischen Autoherstellers Triumph werden.

## Aufbau
Entwickelt wurde der TRX unter dem Management von Sir John Black von Walter Belgrove, auf Basis der Mechanik und des Fahrwerkes des Standard Vanguard. Da der Wagen schwer war, wurde die Vanguard-Maschine einer leichten Leistungssteigerung von 68 PS auf 72 PS mittels zweier SU-Vergaser unterzogen.
Das Dreigang-Getriebe mit Overdrive wurde mit einer Lenkradschaltung betätigt. Der Wagen hatte mit dem Triumph 2000 Roadster keine Gemeinsamkeiten. Die schwierig zu produzierende Karosserie wurde aus zwei Lagen Leichtmetallblech hergestellt. Viele Extras waren ihrer Zeit voraus: ein hydraulisch betätigtes Verdeck, elektrische Fensterheber, elektrisch verstellbare Sitze, fest eingebaute hydraulische Wagenheber, Radio und Klappscheinwerfer. Das Verdeck wurde hinter den Sitzen verstaut und mit einer Metallplatte abgedeckt.
Ungewöhnlich und gefährlich bei Auffahrunfällen war die Platzierung des Tanks im Kofferraum direkt hinter dem Nummernschild. Durch diese Anordnung waren jedoch die Gewichtsverteilung und das Fahrverhalten des Wagens sehr ausgewogen. Das Gepäck musste aber über den Tank in das dahinter liegende Kofferraumabteil gehoben werden. Der Tankeinfüllstutzen befand sich mittig im Kofferraumdeckel, unter einer Chromabdeckung versteckt.
An Emblemen waren auf der Frontmaske das Triumph-Zeichen „Globe of the World“, auf den vorderen Kotflügeln der Schriftzug „Triumph“ und ein kleines „B“ als Belgrove-Monogramm angebracht.
Der TRX war kein Roadster, sondern hatte eine futuristisch anmutende, luxuriöse Karosserie, entsprach daher mehr den Fahrzeugtypen Cabriolet oder Tourer. Die für die Produktion veranschlagten Kosten waren hoch. In einer Basisversion sollte der Wagen 975 britische Pfund kosten. Er wäre damit der teuerste Wagen in der Triumph-Modellpalette geworden.
Einer Produktion standen 1951 fehlende Kapazitäten zur Fertigung der Karosserie entgegen. Walter Belgroves Versuche, die Karosserie von der Carrozzeria Touring oder von Pininfarina herstellen zu lassen, scheiterten. Da die Öffentlichkeit und die Motor-Presse dem TRX negativ gegenüberstanden, wurde das Projekt stillschweigend eingestellt.
Vom TRX wurden nur drei Prototypen hergestellt. Zwei davon existieren heute noch. Der TRX ging nie in Serienproduktion.